# スタテンアイランドトンネル
スタテンアイランドトンネル（英語: Staten Island Tunnel）は、ニューヨークで未完成に終わって放棄された地下鉄用のトンネルである。スタテンアイランドにある、スタテンアイランド鉄道の前身事業者と、ニューヨーク市地下鉄のブルックリン区にあるBMT4番街線を、ザ・ナローズをくぐって新たに建設するトンネルで結ぶ計画であった。当初の計画では全長は10,400フィート（約3,200メートル）であった。
建設工事は1923年に開始され、ザ・ナローズへ向かって150フィート（約46メートル）まで掘り進んだところで、ニューヨーク市長でかつては計画を推進していたブルックリン・マンハッタン・トランジットの社員だったこともあるジョン・フランシス・ハイランが1925年に計画を中止した。トンネルはブルックリンのベイリッジにあるオウルズ・ヘッド・パークの下で眠っている。1939年のインディペンデント・サブウェイ・システム第2路線網など、何度かトンネルを完成させる提案が出たものの、一度も予算が付いたことはない。
ニューヨーク市議会議員のルイス・フィドラーはトンネルの完成を提案しており、2007年にはニューヨーク都市圏に0.33パーセントの税を課して建設費用に充てようと提案した。結局2010年10月に中止されたものの、アクセス・トゥ・リージョンズ・コア計画に対して割り当てられていたのと同じ連邦資金を受けられる可能性のある多くのプロジェクトの1つにこのトンネルが挙げられていた。州上院議員のダイアン・サビノもトンネル建設の支持者であり、トンネルが建設されれば、建設費用は30億ドルほどかかるが、スタテンアイランドの島民の生活を改善し、交通量を削減し、この地区への投資の魅力を増大するだろうとしている。

## 名称
公式の名称は、ブルックリン-リッチモンド貨物旅客トンネル (Brooklyn-Richmond Freight and Passenger Tunnel) である。スタテンアイランドトンネルは他に4つの通称がある。
ザ・ナローズトンネル
トンネルがくぐる海峡「ザ・ナローズ」にちなむ名前。
セントジョージトンネル
スタテンアイランドンネルの一方の端であるスタテンアイランドのセントジョージにちなむ（セント・ジョージ・ターミナルとトンプキンスヴィル駅の間にあるトンネルではない）。
ハイラントンネル
計画を中止したニューヨーク市長ジョン・フランシス・ハイランにちなむもの。
ハイランの穴
上記にちなみ、やや軽蔑した、あるいは愛着を持った言い方。

## 当初計画
1888年に、後にニュージャージー州とスタテンアイランド北西部をつなぐアーサー・キル橋を建設するボルチモア・アンド・オハイオ鉄道（B&O、1971年までスタテンアイランド鉄道を所有していた）が、スタテンアイランドとブルックリンを結ぶトンネルを提案した。1890年にスタテンアイランドの開発業者で、スタテンアイランド鉄道の経営を行っていたエラスタス・ウィマンがB&Oのザ・ナローズをくぐってスタテンアイランドとブルックリンを結ぶ客貨両用のトンネルを建設する計画を支持した。しかし資金的な問題から、この提案は計画の段階から前進できず、実際の承認段階へと進むことはなかった。このトンネルはスタテンアイランドのフォート・ワズワースにあるヴァンダービルト・アベニューから出て、ブルックリンのベイリッジまで、1.25マイル（約2.0キロメートル）の距離を、ザ・ナローズの下35フィート（約11メートル）の深さでつなぐことになっていた。トンネルは、2本の並行するトンネルで構成することになっていた。ウィマンは、トンネルの建設費は500万ドルと見込み、さらに連絡する線路まで合わせると総工費は600万ドルであると見積もっていた。
ニューヨーク市地下鉄のデュアル・コントラクト（二重契約）と関連して、1912年にはスタテンアイランド（リッチモンド郡）とニューヨーク市の他の地区を結ぶ地下鉄も提案された。当時、スタテンアイランドと他の4区の間には車両も鉄道も連絡されておらず、フェリーによってのみつながっていた。市はこの計画に資金を出さなかったものの、トンネルができれば、当時まばらにしか人の住んでいなかった区で、ブルックリン区やブロンクス区に見られるように人口の急増と開発を期待できるとされた。
デュアル・コントラクトでは、3本の経路が提案されており、2本はブルックリンへ、1本はマンハッタンへとつながり、スタテンアイランド鉄道の都市鉄道が既存の地下鉄へとつながることになっていた。

### マンハッタンルート
マンハッタンへの提案ルートは、しばしば「直行ルート」と呼ばれ、現在のブルックリン＝バッテリー・トンネルの近くのバッテリー・パーク下でインターボロー・ラピッド・トランジット (IRT) の地下鉄路線へとつなぐことになっていた。「直行ルートA」という提案では、ニューヨーク港の下を5区間に分けたトンネルで通過することになっており、一方「直行ルートB」という提案では、ニュージャージー州の東海岸（グリーンビルとベイヨンの近く）を一部高架路線で通ることになっていた。どちらのルートでも、エリス島やガバナーズ島など、いくつかの場所への接続が必要であり、ほぼ5マイル（約8キロメートル）に渡って途中停車なしで走ることになっていた。このために、トンネル建設費用の高さに加えてスタテンアイランドの人口が比較的少ないことから、マンハッタンルートは非現実的であると判断された。ニューヨーク市は1950年代に、再度全長5マイルのバッテリー・パークへのトンネルを提案したものの、資金がなく断念された。

### ブルックリンルート
ブルックリンへのルートはマンハッタンルートより距離が短く、2つの計画どちらでもデュアル・コントラクトによって1914年に建設されたブルックリン・マンハッタン・トランジット (BMT) のBMT4番街線へと接続することになっていた。
1本目の計画は、ブルックリン区ベイリッジの65丁目と67丁目の間、59丁目駅のすぐ南から出発し、スタテンアイランドのトンプキンスヴィル駅近くのアリエッタ通りへと結ぶ。この計画はデュアル・コントラクトではルートNo.51と呼ばれており、北へ向かってセント・ジョージ・ターミナルを経てノース・ショア支線に沿ってアーリントンへ向かう連絡と、南へ向かって本線をトッテンヴィルへ向かうかあるいはサウス・ビーチ支線に沿ってウェントワース・アベニュー駅へと向かう連絡を建設することになっていた。この提案は、1912年に1200万ドルが必要であると見積もられ、そのうち半分は鉄道会社（ロングアイランド鉄道を運営しているペンシルバニア鉄道とスタテンアイランド鉄道を運営しているボルチモア・アンド・オハイオ鉄道）が負担するものとされていた。この1912年の計画には、水道・ガス・電気局が設置する40インチの水道本管2本が含まれていた。この本管はニューヨーク市の他の地区からスタテンアイランドに水を供給する意図のものであった。
2本目は、4番街線南端のフォートハミルトンから出発するものである。1890年の提案に類似し、現在のヴェラザノ＝ナローズ・ブリッジ（1959年起工、1964年開通）に近いルートをたどる。フォート・ハミルトン経由のルートは2本のうちでは距離が短いが、より深くを通らなければならない。提案の一環として、4番街線を当時の終点の86丁目駅から、一時的なフェリーターミナルである95丁目（現在のベイ・リッジ-95丁目駅）まで延長するというものも含まれていた。
北側のトンネルルートが選ばれることを予期して、59丁目駅の南で4番街線緩行線から分岐してトンネル方面へ向かう線路が一部建設された。もう1か所のトンネル入口が、スタテンアイランド鉄道のセント・ジョージ・ターミナルとトンプキンスヴィル駅の間に作られ、ノース・ショア支線へのデルタ線が建設できるようにされた。南側のトンネルルートへの準備としては、59丁目より南の4番街線（複線で建設された）は4番街の西側に建設され、将来的にスタテンアイランドとの間の急行運転ができるように、東側に追加の線路が敷設できるようにされていた。

## 起工と建設中止

### ベイリッジ案の選択
ベイリッジを起点とする案が最終的に選択され、ブルックリンでは65丁目とショアロードを通り、スタテンアイランドではセント・ジョージ・ターミナルへとつながることになった。2本のトンネルは全長10,400フィート（約3,200メートル）で、当時アメリカ合衆国のいかなるトンネルよりも長かった。ベイリッジ付近ではトンネルはシールド工法で建設され、残りの区間は沈埋工法が計画されていた。最終計画では、各トンネルは幅24フィート（約7.3メートル）で設計され、旅客輸送だけでなく貨物輸送にも対応することになった。貨物列車はロングアイランド鉄道のベイリッジ支線（トンネル現場のすぐ北で終わっている）から来て、スタテンアイランド鉄道とニュージャージー州の鉄道を結ぶ連絡線へと抜けることになっていた。
代替案としては、2本のトンネルを2組造り、1組をロングアイランド鉄道からの通勤列車と貨物列車に使い、もう1組を地下鉄に充てるものや、2本のトンネルで各トンネルに貨物用と地下鉄用の線路を備えるものもあった。貨物列車はオフピーク時にのみ運行するものとされたが、地下鉄の運行と同時であるとされ、この時間帯には30分か1時間間隔で旅客列車を走らせるとされた。1912年の提案では貨物列車の運行は夜中1時から5時までとされ、1925年の提案では貨物と旅客の同時運行は早朝（5時から6時）、日中（10時から16時）、深夜（20時から5時）とされた。
トンネル起工時点で、ジャマイカ湾やパアーデガット湾は工業地区になるものとされており、トンネルを通過する貨物列車が工業化を容易にするとされた。トンネル計画は1919年に見直された。1921年4月に、2年以内に幅24フィート（約7.3メートル）のトンネルの建設を開始するよう市に求める法案が州の上院を通過した。

### 1922年の計画
ジョン・ハイラン市長は1922年5月に貨物旅客トンネルの新しい計画を打ち出し、予算委員会はこの計画に当初408万ドルを割り当てることを推奨した。交通委員会と港湾当局は、それぞれ自身の計画があったため、この計画を拒否した。この計画は当初案より縮小されたものであった。当初計画では、オウルズ・ヘッド・パークからザ・ナローズをくぐってスタテンアイランドへのトンネルを造り、そこからスタテンアイランド中央に新たに建設する貨物ヤードへつながり、そこから幹線がアーサー・キルを渡ってニュージャージー州へ行き、パターソンを経てウェスト・ショア鉄道へつながる。新しい改定案ではザ・ナローズのトンネルとアーリントンヤードへ通じる3マイル（約4.8キロメートル）の支線だけになっていた。
新しい計画では、貨物列車はなお夜間にトンネルを運行することになっていた。トンネルからの支線は、ブルックリンではロングアイランド鉄道の貨物線に、スタテンアイランドではB&Oの貨物側線に、そして市が新たにスタテンアイランドに建設する埠頭へをすべて建設することになっていた。このプロジェクトは600万ドルかかると見込まれ、もし工事が早く進めば、1929年には完成するとされていた。この路線はスタテンアイランドやジャマイカ湾の海岸付近の開発を促進すると見込んでいた。地下鉄の4番街線との接続も準備されることになっていたが、交通委員会はこの計画に関与することを拒否していた。
この計画はB&Oを利するものであったため、ペンシルバニア鉄道は反対し、同社は港湾当局と協力してブルックリンからニュージャージー州グリーンビルまでのトンネルにスタテンアイランドへの支線を付け加えたものを提案した。港湾当局の計画がニュージャージー州とニューヨーク州の州議会で承認されたことから状況は複雑なものとなった。これに加えて、交通委員会はニューヨーク市地下鉄の一部として運行できる、4番街線から分岐する独自の地下鉄トンネルを提案していた。

### 起工と準備
ニューヨーク市長ジョン・ハイランによって起工式がベイリッジにおいて1923年4月14日に、そしてスタテンアイランドで7月19日に実施された。先進導坑が掘削され、ブルックリンの68丁目とショアロードの位置にショアロード立坑が、スタテンアイランドのセント・ジョージ・ターミナルにサウス・ストリート立坑が建設され、合計100万ドルを費やした。1924年3月4日、トンネルのケーソンが1基埋設された。さらにトンネルへ向けての準備として、スタテンアイランド鉄道はBMTの規格に沿ったME-1電車を100両購入し、旅客線3路線を電化した。トンネルの完成が迫り、スタテンアイランドの不動産への関心に火が付いた。

### 建設中止
しかし1925年に、契約業者からの入札を市が受ける年であったが、この計画は中止され、技術スタッフは解雇された。公式には、資金不足により計画が遅れているとされたが、しかしハイランとニューヨーク市交通委員会議長のジョン・デラニーはトンネルを通過する貨物列車の運行を確実にしたいとしていた。トンネルを客貨両用に使うという状況は、ハイラン、デラニー、そしてトンネルでの旅客営業に重点を置くニューヨーク交通委員会の間に緊張と膠着をもたらした。ニューヨーク州知事アル・スミスが実施した調査の後、知事がニコル・ホフスタッドター法を署名して施行したことで計画から貨物輸送は外されたが、これは契約業者の関心を失わせることになった。
トンネルが地下鉄専用となったことを受けて、かつてBMT社員であったがBMTとIRTへの反対者であったハイラン市長は、私営地下鉄2社を妨害し、市が運営するインディペンデント・サブウェイ・システム (IND) の計画を促進する活動の一環としてプロジェクトを中止したのだとされている。スミス知事もペンシルバニア鉄道に経済的利害を有しており、B&Oがさらにニューヨーク市への運行を拡大してくることを防ぐために、この計画を中断させようとしたのだとされている。どちらも民主党のタマニー・ホールの一員だったハイランとスミスの政治的ライバル関係も中断の理由だとされる。
にもかかわらず1925年10月2日には、スタテンアイランドの準備のために建設されていた95丁目駅が開業した。95丁目駅は、100丁目あるいは101丁目までの計画されていた延長工事、あるいはフォートハミルトン案のトンネルに通じる線路を造れるように、南端が仮の壁となっていた。

## 完成に向けた提案

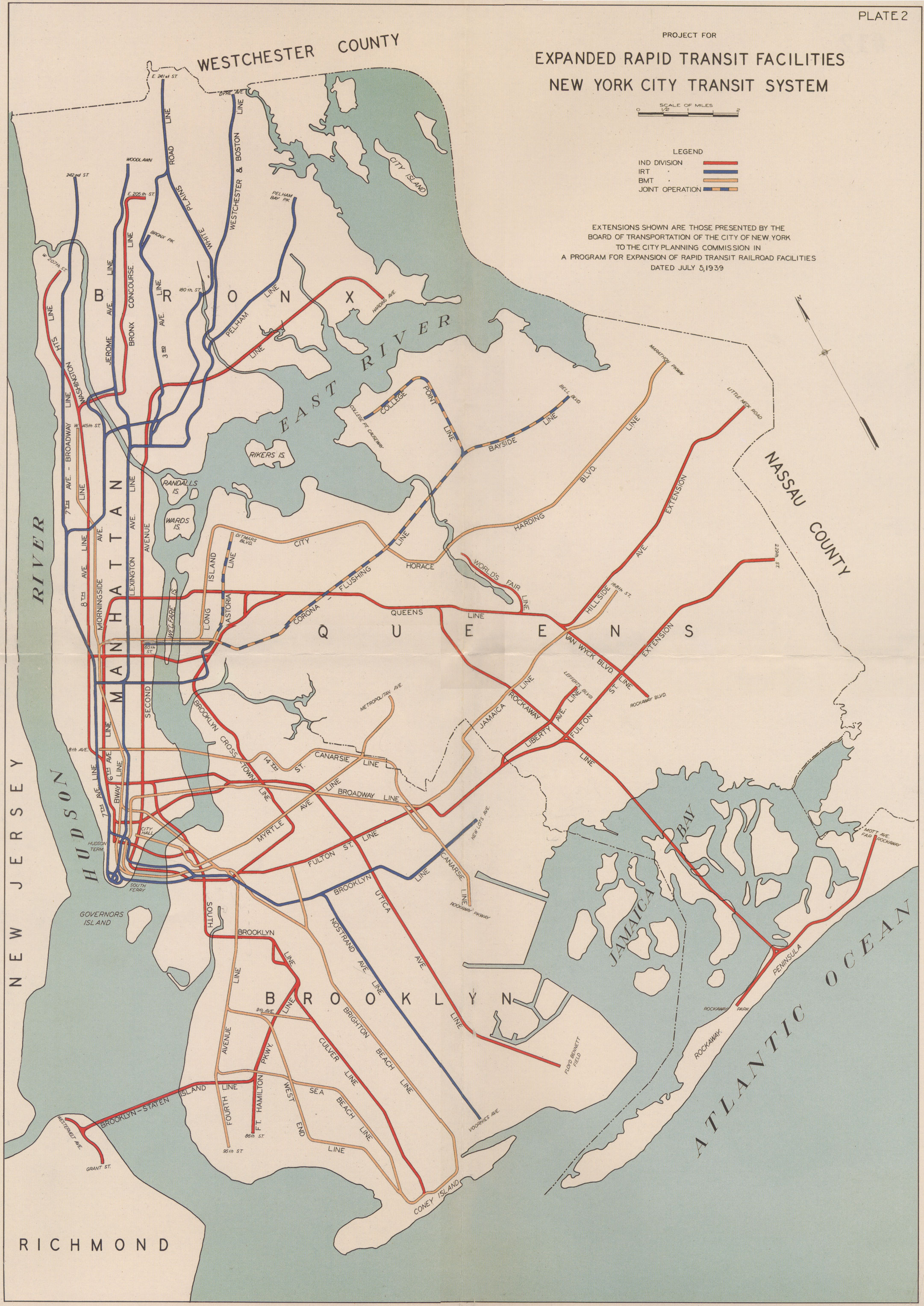
1939年のIND第2路線網の計画、スタテンアイランドトンネルはINDカルバー線へつなぐことになっている

工事が中断した時点で、トンネルはザ・ナローズへ向けて150フィート（約46メートル）掘られただけであったが、トンネルを完成させる提案が何度かなされている。トンネルとショアロード立坑は現在、ベイリッジのオウルズ・ヘッド・パークで使われずに放置されている。スタテンアイランド側のサウス・ストリート立坑は、1946年に第二次世界大戦後のセント・ジョージ・ターミナル改築工事の際に埋め立てられた。
1929年からのIND第2路線網の提案では、スタテンアイランドのフォート・ワズワースからフォートハミルトンへの南側のトンネルルートの費用は7500万ドルであると見積もられた。ただし、トンネルは公式には地下鉄計画案の一部ではなく、計画の地図上は自動車用のトンネルとして描かれている。提案の多くは野心的な大拡張計画の一環であり、トンネルは現在のINDカルバー線にあたる、INDサウス・ブルックリン線につなぐことになっていた。1931年に改訂された提案では、スタテンアイランドから来たトンネルは北へ向かってレッドフックとゴワーナスを通り、現在のスミス・ストリート-9丁目駅においてIND路線網につながることになった。1933年のさらなる改訂案では、セントジョージとベイリッジの67丁目の間を走る当初の経路で4500万ドルかかると見積もった。この路線はそこから2番街を北にブルックリンの西海岸のベイリッジフラッツを通り、ハミルトン・アベニュー（現在のゴワーナス高速道路）の近くのスミス・ストリート-9丁目駅と4番街駅の間でカルバー線へ合流することになっていた。ハイランの時に作ったトンネル立坑を使う提案がされていた。この延長工事のために4700万ドルの融資を受ける提案が1937年にニューヨーク市予算委員会の承認を受けた。
サウスブルックリン線の完成後、1939年に再度見直されたIND第2路線網では、当初のベイリッジ経由計画を維持し、またINDカルバー線からフォート・ハミルトン・パークウェイ、10番街を通ってトンネルに至る路線を延長することになっていた。IND路線網との接続は、フォート・ハミルトン・パークウェイ駅（カルバー線の急行線が通りの下で異なる階層を走っている区間にある）の近くか、チャーチ・アベニュー駅の近く（かつての路線終点駅）で行うことになっていた。このチャーチ・アベニュー駅接続では、現在G系統の列車の折り返しに使われている駅すぐ南側の下層階にあるヤードを役立てることになっていた。しかし進行中の世界恐慌と、その後の第二次世界大戦により、こうした計画のどれにも予算が付くことはなかった。
1945年に交通委員会が1946年に向けた予算案の一環として、ニューブライトンとブルックリンのBMT4番街線を結ぶトンネルが市の計画委員会に提出され、この時は費用は5061万ドルとされた。1945年後半には、リッチモンド郡の交通需要に関するフィオレロ・ラガーディア市長の特別委員会の報告によれば、マンハッタンとスタテンアイランドを結ぶトンネルは「考えられない」、ブルックリンとスタテンアイランドを結ぶトンネルは「現在は実現不可能だが、10年待つべきである」とされた。この委員会の委員長で、大量輸送交通機関に反対していることで知られたロバート・モーゼスは、スタテンアイランドとブルックリンやマンハッタンを結ぶ交通の改善の最善案は、セントジョージターミナルを改良してスタテンアイランドとマンハッタンを結ぶフェリーをさらに頻発し改良すること、ブルックリンの39丁目とスタテンアイランドを結ぶフェリーの24時間運航を再開すること、そして39丁目においてゴワーナス高架橋へ上る階段を建設することであるとした。
さらにその後、ヴェラザノ＝ナローズ・ブリッジが1959年から1964年にかけて建設される際には、鉄道も通すことが提案された。橋は計画されていたトンネルと同じ位置にあることから、95丁目駅はこの当時世界最長の吊り橋への接続を計画していた。しかし、モーゼスがニューヨークの公共交通網拡張に反対していたことから、橋に線路のスペースは設けられなかった。
より近年のトンネル完成提案としては、ニューヨーク市議会議員のルイス・フィドラーが提案しており、ニューヨーク都市圏に1パーセントの税金を課してそのうちの3分の1をトンネル建設に充てようと2007年に提案した。アクセス・トゥ・リージョンズ・コア計画のトンネルは、2010年10月にニュージャージー州州知事のクリス・クリスティによって中止されたものの、このトンネルに割り当てられていた連邦政府の30億ドルに上る資金をめぐっては他にもいくつかのプロジェクトが競合しており、スタテンアイランドトンネルもその1つであった。ブルックリンやスタテンアイランドの一部を選挙区に含む州上院議員のダイアン・サビノもまた、「MTAはスタテン島のヴィクトリー・ブールバードからブルックリンへ出て67丁目に沿い、R系統の列車で4番街に沿って走る、旅客と貨物輸送のためのトンネルという1912年の計画を完成させるべきである」と述べて計画を支持した。この計画飲み込まれている費用は30億ドルであり、「ハドソン川をくぐってニュージャージー州へ伸ばす提案がされているニューヨーク市地下鉄7系統延伸と同じ費用である」としている。計画支持者たちは、鉄道トンネルができればスタテンアイランド住民の生活の質を改善し、交通量を減らし、この地域への投資をより魅力的にすると述べている。

## 同様の提案

### クロスハーバー鉄道トンネル
近くでは、クロスハーバー鉄道トンネルがニュージャージー州北東部とロングアイランドを結んで計画されており、その坑口はブルックリンとニュージャージー州ジャージーシティに置かれることになっている。トンネルは、長距離旅客および通勤旅客の輸送量が増大してほぼ線路容量の限界に達した結果、貨物輸送を妨げていることから計画されたものである。1920年代には、ザ・ナローズではなくニューヨーク港全体を横断するこのトンネルが計画されていた。この計画されているプロジェクトは建設に110億ドルかかると見込まれているが、その前段階としてニューヨーク・ニュージャージー港湾公社は2014年11月に環境影響評価書の第1段階準備書を編集した。

### ブルックリンとニュージャージーをスタテンアイランド経由で結ぶトンネル
かつてのペンシルバニア鉄道も、ブルックリンとスタテンアイランドを結ぶ主に貨物鉄道用のトンネルを1893年に計画していた。ペンシルバニア鉄道はまた、ブルックリンからジャージーシティに至る、10年以上後にクロスハーバー鉄道トンネルとして計画されることになる経路をおおむねなぞるトンネルをも提案していた。1920年代から1940年代にかけて、政府の計画立案者はこのプロジェクトを実現しようと努力していたものの、結局着手されることはなかった。
1935年1月に、ニューヨーク市長のフィオレロ・ラガーディアは、「湾横断貨物トンネルの検討の概要（スタテンアイランド経由）」と呼ばれる報告書を作成するニューヨーク・ニュージャージー港湾公社を助けるように応じた。この報告では、ニュージャージーからスタテンアイランドを経由する貨物トンネルについて4つのルートを詳細に検討していた。しかし、唯一可能であると思われる案は、ブルックリンのベイリッジ支線の末端から、ニュージャージー州グリーンビルにあるグリーンビルヤードへ結ぶもので、スタテンアイランド経由またはニューヨーク港横断のどちらも可能性があるとされた。スタテンアイランド経由のトンネルは3500万ドルかかると見込まれ、さらに2800万ドルを追加すれば旅客線としても使用しうるとしたが、その他の費用の関係でニューヨーク港横断直行経路の方が安いとされた。
1978年にパーソンズ・ブリンカーホフ・クエード・アンド・ダグラスがブルックリンからニュージャージーへのトンネルについて、スタテンアイランド経由も含めて4つのオプションを検討した。そのうちの1つにはグリーンビルヤードからベイリッジ支線まで直行するものや、またニュージャージーからマンハッタンへの連絡もあった。検討されたのは電気鉄道線用の1本のみのトンネルであった。グリーンビル-ブルックリン間のトンネルは約3億3100万ドルかかるとされ、スタテンアイランドからブルックリンへのトンネルに約4億500万ドルかかることに比べて安価であるとされた。

### ブールバード地下鉄計画
1912年にウッド・ハーモン・アンド・カンパニーがベイヨンからスタテンアイランドへの新たな地下鉄を計画した。この計画はブールバード地下鉄と呼ばれた。宣伝において会社は、「現在から5年か10年の後、スタテンアイランドに地下鉄が建設された際には、会社の株を買わない疑り深いニューヨーカーたちは先見の明のなさに涙をぬぐうことであろう」と述べていた。
この計画は、ジャージーシティ市長フランク・ヘイグとニューヨーク市長ジミー・ウォーカーのスタッフが1929年に会談を行った際に再度持ち出された。この計画での地下鉄路線は、スタテンアイランド鉄道のノースショア支線に沿って走り、ニュージャージー州ではジョン・F・ケネディブールバードを通ってハドソン・アンド・マンハッタン鉄道（現在のパストレイン）にエクスチェンジ・プレイス駅で接続するものであった。列車はハドソン・アンド・マンハッタン鉄道のダウンタウン・ハドソン・チューブを通ってハドソン・ターミナル（現在のワールド・トレード・センター駅）へ行くことで、ロウアー・マンハッタンへの直通を行うことになっていた。フォートリーのジョージ・ワシントン・ブリッジへ路線を伸ばす構想もあった。

### ザ・ナローズ直下の自動車トンネル
スタテンアイランドからブルックリンへの地下鉄トンネルを建設する計画が中止された後の1929年に、技術者たちがスタテンアイランドのフォート・ワズワースからブルックリンの97丁目へ、自動車用のトンネルを提案した。これはマンハッタン、ブルックリン、クイーンズを結ぶ予定のトライボロートンネル（現在のクイーンズ＝ミッドタウン・トンネル）とともに計画されたものであった。ニューヨーク市は1929年7月に、これらのトンネルに対して500万ドルの予算を割り当てた。自動車用トンネルの掘削工事は1930年11月に開始されたが、資金不足のために1932年1月になって建設は無期限延期となった。建設工事はブルックリン側の海岸線の調査より先へは進んでいなかった。
1936年に、ラガーディア市長がザ・ナローズを横断する橋に関する議会請願に承認を与えたことで、ザ・ナローズの自動車トンネル計画は再び持ち出された。ラガーディアは橋よりトンネルを好ましいとしたため、翌年彼はニューヨーク市トンネル局にそうしたトンネルの実現可能性の調査を行うように指示した。1943年にニューヨーク市予算委員会はトンネルの実現可能性調査に5万ドルを割り当てた。1945年に第二次世界大戦が終わったのち、ニューヨーク市計画委員会はザ・ナローズのトンネルの建設には7350万ドルかかると推計した。しかしこの時点でラガーディアはトンネル反対に態度を変えており、トンネル建設の「時期ではない」と述べた。これによりロバート・モーゼスはヴェラザノ＝ナローズ・ブリッジの建設提案に踏み切ることになり、自動車のみを通す形で1964年に開通した。